# Tennis ai XIV Giochi dei piccoli stati d'Europa
Le partite di tennis ai XIV Giochi dei piccoli stati d'Europa si sono svolte presso il Tenniscenter Bannholz di Vaduz. Il torneo si è giocato su campi in terra rossa dal 1° al 4 giugno 2011.

## Sommario degli eventi

### Medagliere
| Posiz. | Nazione       | Oro | Argento | Bronzo | Totale |
| ------ | ------------- | --- | ------- | ------ | ------ |
| 1      | Liechtenstein | 3   | 1       | 2      | 6      |
| 2      | Monaco        | 1   | 1       | 2      | 4      |
| 3      | San Marino    | 1   | 1       | 0      | 2      |
| 4      | Lussemburgo   | 0   | 1       | 2      | 3      |
| 5      | Malta         | 0   | 1       | 1      | 2      |
| 6      | Cipro         | 0   | 0       | 2      | 2      |
| 7      | Islanda       | 0   | 0       | 1      | 1      |
| Total  | Total         | 5   | 5       | 10     | 20     |

### Sommario degli eventi
| Evento              | Oro                                   | Argento                         | Bronzo                                   |
| Singolare maschile  | Stefano Galvani                       | Benjamin Balleret               | Mike Vermeer                             |
| Singolare maschile  | Stefano Galvani                       | Benjamin Balleret               | Guillaume Couillard                      |
| Singolare femminile | Stephanie Vogt                        | Kathinka von Deichmann          | Mara Argyriou                            |
| Singolare femminile | Stephanie Vogt                        | Kathinka von Deichmann          | Claudine Schaul                          |
| Doppio maschile     | Guillaume Couillard Thomas Oger       | Stefano Galvani Domenico Vicini | Matthew Asciak Nick Camilleri            |
| Doppio maschile     | Guillaume Couillard Thomas Oger       | Stefano Galvani Domenico Vicini | Timo Kranz Jirka Lokaj                   |
| Doppio femminile    | Stephanie Vogt Kathinka von Deichmann | Kimberley Cassar Elena Jetcheva | Mara Argyriou Ioanna-Nena Savva          |
| Doppio femminile    | Stephanie Vogt Kathinka von Deichmann | Kimberley Cassar Elena Jetcheva | Sandra Dis Kristansdottir Iris Staub     |
| Doppio misto        | Jirka Lokaj Stephanie Vogt            | Claudine Schaul Mike Vermeer    | Ioanna-Nena Savva Filippos Tsangaridis   |
| Doppio misto        | Jirka Lokaj Stephanie Vogt            | Claudine Schaul Mike Vermeer    | Louise-Alice Gambarini Benjamin Balleret |